# Gregg Diamond
Gregory Oliver Diamond (Brooklyn, 4 maggio 1949 – 14 marzo 1999) è stato un produttore discografico statunitense attivo nella  musica disco degli anni '70..

## Carriera
Diamond iniziò la carriera suonando batteria e percussioni nel gruppo di Jobriath, the Creatures..
Ha scritto il brano Hot Butterfly, pubblicato nel 1978 come gruppo Bionic Boogie, con Luther Vandross come cantante solista. Il brano è stato successivamente interpretato da David Lasley, Sweet Inspirations e Chaka Khan . Le sue altre canzoni sono state Risky Changes e Dance Little Dreamer (pubblicate da Bionic Boogie nel 1977), Cream (Always Rises to the Top) (sempre come Bionic Boogie l'anno successivo), Starcruisin e Fancy Dancer (1978) e Tiger, Tiger (Feel Good For a While) (1979).
Dance Little Dreamer si piazzò all primo posto nella classifica Billboard Hot Dance Club Play nel 1978, mentre Cream (Always Rises to the Top) è stata numero 61 nella UK Singles Chart nel gennaio 1979.
L'associazione di Diamond con Vandross deriva dal successo dell'album Young Americans di David Bowie, che includeva contributi sia di Vandross che del fratello di Diamond, Godfrey (il suo ingegnere del suono ). Ha anche scritto e prodotto un album per l'artista della TK Records George McCrae, ottenendo un successo da club con Love in Motion. Ma il suo maggiore successo commerciale fu come autore e produttore del singolo More, More, More registrato da Andrea True Connection nel 1975. Diamond ha ricevuto un credito postumo come autore di canzoni per il successo di Len del 1999 Steal My Sunshine, giacché includeva un campione di More, More, More.
Diamond morì di emorragia gastrointestinale il 14 marzo 1999, all'età di 49 anni 

## Discografia

### Album
- 1977: Bionic Boogie (Polydor)
- 1978: Gregg Diamond Bionic Boogie - Hot Butterfly (Polydor)
- 1978: Star Cruiser (TK) di Gregg Diamond
- 1979: Gregg Diamond Bionic Boogie - Tiger Tiger (Polydor)
- 1979: Gregg Diamante Hardware (Mercurio)